# Alonzo Mourning
Pour les articles homonymes, voir Mourning (homonymie).
Alonzo Mourning (né le 8 février 1970 à Chesapeake, Virginie, États-Unis) est un joueur américain de basket-ball ayant évolué dans le championnat nord-américain de basket-ball NBA de 1992 à 2008. Il a été l'un des meilleurs joueurs de sa génération à son poste, même si des problèmes rénaux ont raccourci sa carrière.

## Biographie

### Cursus universitaireNCAA
Alonzo Mourning effectue son parcours universitaire à Georgetown où il évolue comme Hoya sous les ordres de John Thompson. Cette université a formé d'autres pivots célèbres comme Patrick Ewing, Dikembe Mutombo ou encore le meneur Allen Iverson.

### ParcoursNBA
Mourning est sélectionné en deuxième position (derrière le célèbre Shaquille O'Neal) par les Hornets de Charlotte à la draft de 1992. Du haut de ses 2,08 mètres et 118 kilos, le jeune pivot mena le trio détonnant formé avec Larry Johnson et Muggsy Bogues aux demi-finales de la Conférence Est lors de sa première saison (1992-1993).
En 1995, il est transféré au Heat de Miami dans un échange incluant Glen Rice. C'est Pat Riley, fraîchement installé au poste d'entraîneur qui le fait venir, désireux de construire une équipe autour d'un grand pivot, comme il en a eu l'habitude au temps des Lakers de Los Angeles avec Kareem Abdul-Jabbar et des Knicks de New York avec Patrick Ewing.
Le 29 mars 1996, lors d'une rencontre contre les Wizards de Washington, il établit son record de points en carrière avec 50 unités.
Alonzo Mourning contribue aux bonnes performances du Heat pendant sept saisons, sans jamais atteindre néanmoins les Finales NBA. À ses côtés évoluaient Tim Hardaway et Eddie Jones, entre autres. C'est pour cette période que Mourning est particulièrement connu aujourd'hui. Il est nommé meilleur défenseur de la ligue à deux reprises, en 1999 et 2000.
En 2003, il signe un contrat de quatre ans avec les Nets du New Jersey où il rejoint le talentueux meneur Jason Kidd. Mais le 25 novembre 2003, il doit arrêter sa carrière à la suite de la découverte d'une infection rénale très rare. Contre toute attente (beaucoup le pensent fini), le succès d'une greffe subie peu après lui permet de reprendre la compétition la saison suivante (2004-05), même s'il est physiquement amoindri.
Les Nets arrivent finalement à se débarrasser du contrat encombrant de Mourning en le transférant aux Raptors de Toronto dans l'échange contre Vince Carter. Mourning fait comprendre clairement qu'il ne jouera jamais pour les Raptors, et ne se rend même pas à Toronto, une blessure servant d'excuse officielle.
Il parvient finalement à un accord avec les membres dirigeants des Raptors qui rachètent son contrat. Alors libre, il retourne au Heat de Miami, pour devenir la doublure de luxe de Shaquille O'Neal arrivé de Los Angeles quelques mois auparavant. Malgré cela, l'équipe emmenée par le tandem O'Neal - Dwyane Wade sera battue en finale de conférence par les Pistons de Détroit alors champions en titre.
Le contrat de « Zo » est prolongé en juin 2005 pour la saison suivante. Il devait prendre sa retraite après cette nouvelle saison pour défendre son titre.
Cette saison 2005-2006 s'achève en beauté sur le titre suprême remporté face aux Mavericks de Dallas sur le score de 4-2.
En décembre 2007, Mourning se blesse au genou et devient indisponible pour le reste de la saison. Il aura joué son dernier match chez les Hawks d'Atlanta le 19 décembre 2007.
Le 15 janvier 2008, il annonce officiellement qu'il met un terme à sa carrière, à 37 ans. Il a été nommé deux fois meilleur défenseur de la Ligue et sélectionné à sept reprises au All-Star Game. Sur l'ensemble de sa carrière, soit 837 rencontres, il aura compilé 17,1 points et 8,5 rebonds de moyenne.
Le 30 mars 2009, le Heat de Miami l'honore en retirant pour la première fois de son histoire le numéro porté par un de ses joueurs, en l'occurrence son numéro 33.

## Clubs successifs
- 1992-1995 :  Hornets de Charlotte.
- 1995-2002 :  Heat de Miami.
- 2003-2005 :  Nets du New Jersey.
- 2005-2008 :  Heat de Miami.

## Palmarès

### En sélection nationale
- Médaille d'or aux Jeux olympiques d'été de 2000.
- Médaille d'or au Championnat du Monde 1994.
- Médaille de bronze au Championnat du Monde 1990.

### En franchise
- Champion NBA en 2006 avec le Heat de Miami.
- Champion de la Conférence Est de NBA en 2006 avec le Heat de Miami.
- Champion de la Division Atlantique en 1997, 1998, 1999 et 2000 avec le Heat de Miami.
- Champion de la Division Atlantique en 2003 avec les Nets du New Jersey.
- Champion de la Division Sud-Est en 2005, 2006 et 2007 avec le Heat de Miami.

### Distinctions personnelles
- NBA Defensive Player of the Year en 1999 et 2000.
- All-NBA First Team en 1999.
- All-NBA Second Team en 2000.
- NBA All-Defensive First Team en 1999 et 2000.
- 7 sélections au NBA All-Star Game.
- Rookie du mois de la NBA lors des mois de mars et d'avril 1993.
- Joueur du mois de la NBA en décembre 1999.
- Meilleur contreur NBA en 1999 et 2000.
- NBA All-Rookie First Team en 1993.
- Joueur ayant fait le plus grand nombre de contres en 1999 (180), et en 2000 (294).
- Son maillot, le no 33, a été retiré par le Heat de Miami.
- Introduit au Basketball Hall of Fame en 2014[3].

## Statistiques
| Champion NBA | Défenseur de l'année | Meilleur joueur de cette catégorie statistique de la saison |

gras = ses meilleures performances

### Saisons régulière
| Saison        | Équipe        | Matchs | Titul. | Min./m | % Tir | % 3pts | % LF | Rbds/m. | Pass/m. | Int/m. | Ctr/m. | Pts/m. |
| ------------- | ------------- | ------ | ------ | ------ | ----- | ------ | ---- | ------- | ------- | ------ | ------ | ------ |
| 1992-1993     | Charlotte     | 78     | 78     | 33.9   | .511  | .000   | .781 | 10.3    | 1.0     | .3     | 3.5    | 21.0   |
| 1993-1994     | Charlotte     | 60     | 59     | 33.6   | .505  | .000   | .762 | 10.2    | 1.4     | .5     | 3.1    | 21.5   |
| 1994-1995     | Charlotte     | 77     | 77     | 38.2   | .519  | .324   | .761 | 9.9     | 1.4     | .6     | 2.9    | 21.3   |
| 1995-1996     | Miami         | 70     | 70     | 38.2   | .523  | .300   | .685 | 10.4    | 2.3     | 1.0    | 2.7    | 23.2   |
| 1996-1997     | Miami         | 66     | 65     | 35.2   | .534  | .111   | .642 | 9.9     | 1.6     | .8     | 2.9    | 19.8   |
| 1997-1998     | Miami         | 58     | 56     | 33.4   | .551  | .000   | .665 | 9.6     | .9      | .7     | 2.2    | 19.2   |
| 1998-1999     | Miami         | 46     | 46     | 38.1   | .511  | .000   | .652 | 11.0    | 1.6     | .7     | 3.9    | 20.1   |
| 1999-2000     | Miami         | 79     | 78     | 34.8   | .551  | .000   | .711 | 9.5     | 1.6     | .5     | 3.7    | 21.7   |
| 2000-2001     | Miami         | 13     | 3      | 23.5   | .518  | .000   | .564 | 7.8     | .9      | .3     | 2.4    | 13.6   |
| 2001-2002     | Miami         | 75     | 74     | 32.7   | .516  | .333   | .657 | 8.4     | 1.2     | .4     | 2.5    | 15.7   |
| 2003-2004     | New Jersey    | 12     | 0      | 17.9   | .465  | .000   | .882 | 2.3     | .7      | .2     | .5     | 8.0    |
| 2004-2005     | New Jersey    | 18     | 14     | 25.4   | .453  | .000   | .593 | 7.1     | .8      | .3     | 2.3    | 10.4   |
| 2004-2005     | Miami         | 19     | 3      | 12.9   | .516  | .000   | .564 | 3.7     | .2      | .2     | 1.7    | 5.0    |
| 2005-2006     | Miami         | 65     | 20     | 20.0   | .597  | .000   | .594 | 5.5     | .2      | .2     | 2.7    | 7.8    |
| 2006-2007     | Miami         | 77     | 43     | 20.4   | .560  | .000   | .601 | 4.5     | .2      | .2     | 2.3    | 8.6    |
| 2007-2008     | Miami         | 25     | 0      | 15.6   | .547  | .000   | .592 | 3.7     | .3      | .2     | 1.7    | 6.0    |
| Carrière      | Carrière      | 838    | 686    | 31.0   | .527  | .247   | .692 | 8.5     | 1.1     | .5     | 2.8    | 17.1   |
| All-Star Game | All-Star Game | 4      | 1      | 18.8   | .545  | .000   | .667 | 4.8     | 1.0     | .8     | 2.0    | 10.0   |

### Playoffs
| Saison   | Équipe    | Matchs | Titul. | Min./m | % Tir | % 3pts | % LF | Rbds/m. | Pass/m. | Int/m. | Ctr/m. | Pts/m. |
| -------- | --------- | ------ | ------ | ------ | ----- | ------ | ---- | ------- | ------- | ------ | ------ | ------ |
| 1993     | Charlotte | 9      | 9      | 40.8   | .480  | .000   | .774 | 9.9     | 1.4     | .7     | 3.4    | 23.8   |
| 1995     | Charlotte | 4      | 4      | 43.5   | .421  | .500   | .837 | 13.3    | 2.8     | .8     | 3.3    | 22.0   |
| 1996     | Miami     | 3      | 3      | 30.7   | .486  | .000   | .714 | 6.0     | 1.3     | .7     | 1.0    | 18.0   |
| 1997     | Miami     | 17     | 17     | 37.1   | .491  | .375   | .555 | 10.2    | 1.1     | .6     | 2.7    | 17.8   |
| 1998     | Miami     | 4      | 4      | 34.5   | .518  | .000   | .655 | 8.5     | 1.3     | .8     | 2.5    | 19.3   |
| 1999     | Miami     | 5      | 5      | 38.8   | .521  | .000   | .653 | 8.2     | .8      | 1.6    | 2.8    | 21.6   |
| 2000     | Miami     | 10     | 10     | 37.6   | .484  | .000   | .667 | 10.0    | 1.4     | .2     | 3.3    | 21.6   |
| 2001     | Miami     | 3      | 3      | 30.3   | .480  | .000   | .579 | 5.3     | 1.0     | .0     | 1.7    | 11.7   |
| 2005     | Miami     | 15     | 2      | 16.9   | .705  | .000   | .558 | 4.8     | .3      | .3     | 2.2    | 6.1    |
| 2006     | Miami     | 21     | 0      | 10.8   | .703  | .000   | .667 | 2.9     | .1      | .2     | 1.1    | 3.8    |
| 2007     | Miami     | 4      | 0      | 13.8   | .909  | .000   | .385 | 2.0     | .3      | .0     | .8     | 6.3    |
| Carrière | Carrière  | 95     | 57     | 27.3   | .512  | .368   | .649 | 7.0     | .9      | .5     | 2.3    | 13.6   |

## Records personnels en NBA
Les records personnels d'Alonzo Mourning, officiellement recensés par la NBA sont les suivants :
| Type statistique            | Saison régulière | Saison régulière        | Saison régulière | Playoffs | Playoffs            | Playoffs      |
| Type statistique            | Record           | Adversaire              | Date             | Record   | Adversaire          | Date          |
| --------------------------- | ---------------- | ----------------------- | ---------------- | -------- | ------------------- | ------------- |
| Points en un match          | 50               | Wizards de Washington   | 29 mars 1996     | 34       | Knicks de New York  | 14 mai 1993   |
| Paniers marqués en un match | 19               | Celtics de Boston       | 3 février 1996   | 13       | 2 fois              |               |
| Paniers tentés en un match  | 34               | Celtics de Boston       | 3 février 1996   | 26       | Bulls de Chicago    | 28 avril 1995 |
| Paniers à 3 points réussis  | 2                | 2 fois                  |                  | 3        | Bulls de Chicago    | 28 avril 1995 |
| Paniers à 3 points tentés   | 5                | @ Nuggets de Denver     | 6 janvier 1996   | 6        | Bulls de Chicago    | 28 avril 1995 |
| Lancers francs réussis      | 17               | Nets du New Jersey      | 23 février 2000  | 15       | Celtics de Boston   | 5 mai 1993    |
| Lancers francs tentés       | 24               | Nets du New Jersey      | 23 février 2000  | 18       | Celtics de Boston   | 5 mai 1993    |
| Rebonds offensifs           | 11               | @ Lakers de Los Angeles | 14 janvier 1994  | 6        | 5 fois              |               |
| Rebonds défensifs           | 17               | 3 fois                  |                  | 15       | Bulls de Chicago    | 30 avril 1995 |
| Rebonds totaux              | 22               | 3 fois                  |                  | 20       | Bulls de Chicago    | 30 avril 1995 |
| Passes décisives            | 7                | Celtics de Boston       | 6 décembre 1995  | 4        | 3 fois              |               |
| Interceptions               | 4                | 3 fois                  |                  | 3        | 4 fois              |               |
| Contres                     | 9                | 8 fois                  |                  | 9        | Pistons de Détroit  | 22 avril 2000 |
| Balles perdues              | 10               | 76ers de Philadelphie   | 25 février 1996  | 9        | 3 fois              |               |
| Minutes jouées              | 53               | @ Wizards de Washington | 15 décembre 2006 | 49       | @ Celtics de Boston | 1er mai 1993  |

- Double-double : 304 (dont 16 en playoffs) (au 16/04/2008)
- Triple-double : 0

## Pour approfondir